# Associazione Sportiva Dilettantistica Corigliano Calabro
L'Associazione Sportiva Dilettantistica Corigliano Calabro, meglio noto come Corigliano, è stata una società calcistica italiana con sede a Corigliano Calabro, frazione di Corigliano-Rossano. Nel corso della sua storia ha disputato 12 campionati nel massimo livello dilettantistico.

## Storia
La società venne costituita il 30 ottobre 1963 con il nome di Società Polisportiva Corigliano. Il 24 novembre successivo fu presentata alla popolazione Coriglianese mediante un'imponente manifestazione svoltasi presso il Teatro Comunale della città ionica. Successivamente venne affiliata al comitato regionale della FIGC e prese parte al campionato di Seconda Categoria. Durante gli anni a seguire la società riscosse la simpatia e il numeroso seguito da parte della popolazione.
Durante gli anni ottanta e novanta furono presenti due formazioni a rappresentare la città ionica nei campionati antesignani all'odierna Serie D: il Corigliano e il Corigliano Schiavonea, che si sfidano in derby partecipati e molto sentiti dai tifosi coriglianesi. Le due società successivamente si fusero in un unico sodalizio, che prese il nome di USC Corigliano Schiavonea e disputò 8 campionati di Serie D consecutivi, a cavallo fra il 1996 e il 2004.
Nel maggio 2006 la società cambiò la propria denominazione in USC Corigliano, eliminando il riferimento all'omonima e popolosa frazione costiera del comune calabrese.
Nel 2009 la società retrocedette in Prima Categoria e fallì, scomparendo dal panorama dilettantistico calabrese. Lo stesso anno venne fondata una nuova società, il Real Corigliano, che ereditò di fatto la tradizione sportiva del vecchio sodalizio, vincendo il campionato al primo tentativo, sotto la gestione del presidente Leto, conquistando il salto in Promozione.
Il 3 agosto 2011, su iniziativa del presidente Elia, avvenne l'ennesima fusione, questa volta con lo Schiavonea '97, sodalizio nato in seguito alla fusione tra Corigliano e Corigliano Schiavonea avvenuto in passato. La nuova società prese ufficialmente il nome di ASD Corigliano Schiavonea a partire dall'anno seguente.
Il 9 giugno 2015 la dirigenza, capeggiata dal presidente Elia, si dimette in massa, lasciando la società in mano al comune e in una crisi quasi irreversibile. Dopo vari contatti con imprenditori locali,  il 17 luglio Michele Guccione unitamente ad alcuni soci, tra cui il dott. Franco Paldino, l'ing. Francesco Cimino, l'avv. Mario Elmo, il sig. Franco Famigliulo, rileva il sodalizio, sventando il fallimento e conducendo la squadra, allestita in tempi molto ristretti, all'immediato salto di categoria in Eccellenza al termine di un campionato combattuto ma dominato.
Caratteristica dell'annata era l'abito con il quale i giocatori del Corigliano si presentavano prima delle partite, inusuale per la categoria.
Dopo esser retrocesso in Promozione al termine del campionato 2016-2017, a seguito di una combinazione di risultati sfavorevoli derivanti da play out di Eccellenza e play out delle serie D, il Corigliano (che nel frattempo era passato nelle mani di Mauro Nucaro, ex patron del Cosenza, avendo lasciatogli la dirigenza i predetti soggetti) vince due campionati consecutivi, ritornando matematicamente in Serie D il 31 marzo 2019, a distanza di quindici anni dall'ultima partecipazione.
Il 22 dicembre la compagine ionica aveva vinto anche la Coppa Italia regionale battendo in finale il San Luca (militante in Promozione) per 2-0 sul neutro di Palmi. Il 5 maggio successivo invece, arriva la vittoria in Supercoppa, avendo la meglio nel doppio confronto su San Luca e Morrone Cosenza.
Nella successiva stagione di Serie D, il campionato termina anzitempo a causa della Pandemia di COVID-19, con la squadra classificatasi quindicesima e quindi retrocessa in Eccellenza per peggior piazzamento, tuttavia il 10 agosto 2020 il Tribunale Nazionale Federale della FIGC infligge un punto di penalità al Roccella (classificatosi quattordicesimo a pari punti con gli ionici). Dunque il Corigliano è matematicamente salvo, col Roccella che è retrocesso. 
L'estate si presenta comunque travagliata, in quanto il Corigliano rischia comunque di non potersi iscrivere per mancanza di una struttura.
Tuttavia, il successivo 4 settembre, la Corte d'appello federale ribalta la sentenza del TFN e revoca la penalizzazione al Roccella, condannando quindi il Corigliano alla definitiva retrocessione.
I successivi ricorsi del club vengono però giudicati inammissibili, dunque il club rimane in Eccellenza. 
La stagione inizia nel peggiore dei modi: il club infatti rifiuta di partecipare alla Coppa regionale, nel girone unico dell'Eccellenza Calabria il Corigliano rinuncia a scendere in campo contro la Palmese subendo un punto di penalizzazione e la sconfitta a tavolino, successivamente scenderà in campo contro Vigor Lamezia e Paolana, ma alla seguente giornata, contro il Locri, rinuncia per la seconda volta a scendere in campo, venendo dunque esclusa dal campionato.
Nella stagione sportiva 2023-2024, è stata costituita un'altra società riprendente il nome "Corigliano".         Nella stagione 2025-2026 giocherà il campionato di Promozione 

## Palmarès

### Competizioni regionali
- Eccellenza: 1

2018-2019
- Promozione: 4

1992-1993 (girone B), 2012-2013 (girone A), 2015-2016 (girone A), 2017-2018 (girone A)
- Prima Categoria: 1

2009-2010 (girone A)
- Coppa Italia Dilettanti Calabria: 1

2018-2019

## Società

### Sponsor
| Cronologia degli sponsor tecnici - ?-2015 Onze - 2015-2016 Decathlon - 2019-2020 Zeus - Evol | Cronologia degli sponsor ufficiali - 2018-2019 Roma GAS & POWER - 2019-2020 Roma GAS & POWER |

## Statistiche e record

### Partecipazione ai campionati
| Livello | Categoria                       | Partecipazioni | Debutto   | Ultima stagione | Totale |
| ------- | ------------------------------- | -------------- | --------- | --------------- | ------ |
| 4º      | Serie D                         | 1              | 2019-2020 | 2019-2020       | 1      |
| 5º      | Campionato Interregionale       | 3              | 1986-1987 | 1988-1989       | 11     |
| 5º      | Campionato Nazionale Dilettanti | 3              | 1996-1997 | 1998-1999       | 11     |
| 5º      | Serie D                         | 5              | 1999-2000 | 2003-2004       | 11     |

## Tifoseria

### Storia
Il gruppo ultras al seguito del sodalizio ionico è lo "Skizzati Group 1991", fondato appunto nel 1991. Il gruppo conta un centinaio di membri attivi e durante le partite casalinghe del Corigliano prende posto nella parte di tribuna intitolata a Paolo Giuseppe Pagnotta, tifoso coriglianese scomparso prematuramente nel 2008.
Nel 2015, con la precedente compagine societaria in grave crisi finanziaria e dunque impossibilitata a mandare in campo la propria formazione, i membri degli Skizzati scesero in campo al posto dei calciatori, giocando le ultime partite del campionato di Eccellenza ed evitando così la cancellazione del sodalizio. Al termine del campionato inoltre, si occuparono della pulizia e del restauro dello stadio Brillìa, che mostrava un avanzato stato di abbandono.

### Gemellaggi e rivalità
Gli ultras coriglianesi sostengono un solido rapporto di amicizia con i corregionali del Sambiase.  Altre amicizie sussistono con Acri e Trebisacce. Un altro rapporto di amicizia datato è quello coi supporters della Gioiese, legati in passato da un gemellaggio con i sambiasini.
La rivalità più sentita è quella con la tifoseria della Rossanese, che trova origine nel forte campanilismo fra gli abitanti di Corigliano Calabro e Rossano, i due centri più importanti e popolosi dello Ionio cosentino. Nel 2008 fu varata la proposta di fondere le due società, progetto che non andò in porto anche a causa dei malumori delle rispettive tifoserie. In passato, durante accesi derby, ci furono violenti scontri fra le due fazioni, sfociati in arresti e diffide. Altre rivalità minori sono con i tifosi della Palmese e della Paolana.